# Хазанович, Иосиф Аронович
Иосиф Аронович Хазанович (1844—1919) — российский еврейский общественный деятель, врач, библиофил и организатор Еврейской национальной библиотеки в Иерусалиме.

## Биография
Сын еврейского купца Аарона Хазановича. Родился в Гродно в 1844 году. В 1866 г. поступил в Кёнигсбергский университет, на медицинский факультет.
Во время Франко-прусской войны 1871 года состоял врачом в Берлине, во главе одного из лазаретов для военнопленных французов. В 1872 году закончил университет. Вскоре переселился в Белосток.
В связи с палестинским движением у Хазановича зародилась мысль основать национальную библиотеку в Иерусалиме. Он стал закупать книги, вступая в переписку со всеми известными книготорговцами и антикварами в России и за границей; тратил большие суммы из своих личных средств на приобретение книг, выпускал времени от времени воззвания к частным лицам и учреждениям с просьбой присылать книги и пожертвования на закупку книг.
В ноябре 1884 года участвовал в Катовицком съезде палестинофилов.
Со времени своего посещения Иерусалима в 1890 году всецело отдался единой цели: «соорудить на нашей исторической родине здание не только для еврейского духа, но и для всего еврейского будущего». В 1896 г. ему удалось отправить в Иерусалим первый транспорт книг в 240 пудов. Собирал для библиотеки не только книги, но также и портреты выдающихся еврейских деятелей, снимки с изданий еврейских учреждений и т. п. В 1913 году — исключительно благодаря стараниям Хазановича — Еврейская национальная библиотека имела около 33 000 томов книг и находилась в собственном здании.
Примкнув к сионистскому движению, Хазанович бывал на всех сионистских конгрессах до смерти Герцля (1904).